# Punt van Goeree
De Punt van Goeree is een natuurgebied aan de zuidpunt van het vroegere eiland Goeree, op Goeree-Overflakkee, in de Nederlandse provincie Zuid-Holland.
Na de afsluiting van de Grevelingen in 1971 verdween het getij. Door de wind werden stuifduintjes gevormd en ontstond een nieuw duingebied. Om het zand vast te houden werd helmgras geplant en gras ingezaaid. De oevers van de Punt van Goeree bleven slikkig. Met veel wind worden ze overspoeld met zout water. Daarom komen er langs de oever nog zoutminnende planten voor, zoals zeeaster en melkkruid. De hoger gelegen gebieden zijn begroeid met planten zoals wilgenroosjes, heelblaadjes, rolklaver en koninginnekruid. De struiken die hier voorkomen zijn duindoorn, vlier, braam, liguster en kardinaalsmuts.
In 1974 werd een bos aangelegd en aan het begin van de jaren tachtig werden er vijf duinmeertjes gegraven. Deze vulden zich met water uit de omringende duinen en met regenwater. Diverse watervogels komen hier drinken, voedsel zoeken en broeden. Om de vogels rust te gunnen en ze toch te kunnen bekijken, zijn er kijkschermen geplaatst rond de meertjes. In het bos is een observatiehut die uitkijkt over het slik de Kil en de Preekhilpolder. Aan de oostelijke kant van de Punt van Goeree is een strand aangelegd voor oeverrecreatie, terwijl aan de westkant gesurft kan worden en een catamaranvereniging is gevestigd. Er is 150 hectare ingericht als natuur- en recreatiegebied.
Op de Punt van Goeree is sinds 1988 het trammuseum van de Stichting voorheen RTM gevestigd, met een museumtramlijn richting Port Zélande.
September 2014 is men begonnen met de realisatie van Oasis Punt-West. In totaal staan er 72 strandvilla's en 20 kleinere suites.